# Vesico-vaginal fistula
Vesico-vaginal fistula (VVF) er en lidelse forårsaget af en anormal forbindelse (fistel) mellem skeden og urinblæren eller endetarmen, det sidste benævnes også recto-vaginal fistula. Sygdommen bevirker at kvinden ikke kan holde på urin og/eller afføring.
VVF opstår oftest som følge af en kompliceret og langvarige fødsel, og oftest hvis den fødende er en meget ung og endnu ikke udvokset pige, og i situationer hvor der ikke er tilstrækkelige lægehjælp til rådighed. Alternativt kan det opstå som følge af meget brutal voldtægt, og specielt hvis kvinden i forvejen er omskåret. I nogle tilfælde som bevidst våben mod kvinden. Nogle gang også blot som følge af omskæring alene.
VVF er hovedsagelig udbredt i Afrika, hvor det skønnes, at flere end to millioner kvinder lever med sygdommen, og der kommer mere end 100.000 nye tilfælde hvert eneste år. I Eritrea er det anslået, at så mange som
350 per 100.000 fødsler der resulterer i fistula. Kvinder med fistula bliver ofte udstødt fra familien og lokalsamfundet.
Vaginal fistula kan helbredes med et kirurgisk indgreb, og forebygges ved gode fødselsomstændigheder.